# Mohamed Jaman Al-Dosari
Mohamed Jaman Al-Dosari (arab. ‏محمد جمعان الدوسري‎, ur. 1 lipca 1946) – saudyjski lekkoatleta, sprinter.
Brał udział w sztafecie 4 × 100 metrów na Letnich Igrzyskach Olimpijskich 1972.